# Paul Dillingham

Paul Dillingham

Paul Dillingham, Jr. (* 10. August 1799 in Shutesbury, Franklin County, Massachusetts; † 26. Juli 1891 in Waterbury, Vermont) war ein US-amerikanischer Politiker und von 1865 bis 1867 Gouverneur des Bundesstaates Vermont. Von 1843 bis 1847 war er Abgeordneter im US-Repräsentantenhaus.

## Frühe Jahre und politischer Aufstieg
Im Jahr 1805 kam Paul Dillingham mit seinem Vater nach Waterbury in Vermont. Dort besuchte er die örtlichen Schulen. Nach einem anschließenden Jurastudium wurde er 1823 als Rechtsanwalt zugelassen. Danach begann er in Waterbury in seinem neuen Beruf zu arbeiten. Zwischen 1826 und 1844 war er auch Friedensrichter.
Zwischen 1833 und 1835 und nochmals von 1837 bis 1840 war Dillingham Abgeordneter im Repräsentantenhaus von Vermont. Dazwischen war er von 1835 bis 1838 Bezirksstaatsanwalt im Washington County. In den Jahren 1837, 1856 und 1870 gehörte er jeweils einer Kommission zur Überarbeitung der Staatsverfassung von Vermont an. Von 1841 bis 1842 und nochmals im Jahr 1861 war er Mitglied des Staatssenats. Zwischen dem 4. März 1843 und dem 3. März 1847 war Dillingham Abgeordneter im Kongress. Politisch war er ursprünglich Mitglied der Demokraten. Später wechselte er zur Republikanischen Partei über.

## Gouverneur von Vermont und weiterer Lebenslauf
Zwischen 1862 und 1865 war Dillingham Vizegouverneur seines Staates. Im Jahr 1865 wurde er als Kandidat der Republikanischen Partei zum neuen Gouverneur gewählt. Er trat sein neues Amt am 13. Oktober 1865 an und konnte nach einer Wiederwahl im Jahr 1866 bis 13. Oktober 1867 im Amt bleiben. In seiner Amtszeit wurde das Schulsystem des Staates reformiert. Damals entstand auch eine Schule zur Lehrerausbildung. Im Jahr 1867 lehnte er eine erneute Kandidatur ab. Nach dem Ende seiner Gouverneurszeit wurde Dillingham wieder bis 1875 als Rechtsanwalt tätig. Danach zog er sich in den Ruhestand zurück. Er starb im Juli 1891 im Alter von 91 Jahren. Mit seiner Frau Julia Carpenter hatte er sieben Kinder, darunter den Sohn William, der von 1888 bis 1890 ebenfalls Gouverneur von Vermont werden sollte.